# Phyllis
Phyllis es un género con siete especies de plantas fanerógamas perteneciente a la familia de las rubiáceas.
Dentro de Rubiaceae, se diferencia por sus frutos indehiscentes, que se dividen en dos secciones secas, monospermas y de color negro.

## Taxonomía
El género fue descrito por  Carlos Linneo y publicado en Species Plantarum 1: 232. 1753. La especie tipo es: Phyllis nobla L.
Etimología
Phyllis: procede del griego phyllis, que en la mitología es un ser femenino transformado en almendrero, quizás por la semejanza foliar.

## Especies
- Phyllis galopina Cruse
- Phyllis indica L.
- Phyllis nobla L.
- Phyllis parviflora Steud.
- Phyllis pauciflora A.Rich.
- Phyllis viridis Salisb.
- Phyllis viscosa Christ